# Landschaftsökologie
Die Landschaftsökologie untersucht ökologische Zusammenhänge in ihren räumlichen Ausprägungen, wobei je nach zugrundeliegendem Konzept eine Landschaft und das untersuchte kausale Wirkungsgefüge, das in manchen Richtungen als Naturhaushalt bezeichnet wird, als eine objektiv gegebene räumlich-funktionale Ganzheit oder als methodologische Konstruktion aufgefasst wird. Hartmut Leser beschreibt Landschaftsökologie als Wissenschaft von der Landschaftsdiversität als Ergebnis des Zusammenwirkens von Biodiversität und Geodiversität. Die International Association for Landscape Ecology (IALE) ist eine internationale Organisation für Landschaftsökologie, die 1982 im slowakischen Piestany gegründet wurde und in mehr als 20 verschiedenen nationalen Verbänden organisiert ist. Am 6. Mai 1999 wurde die IALE Region Deutschland IALE-D e. V. in Basel gegründet. 

## Begriff/Definition
Über die Definition von „Landschaftsökologie“ bzw. darüber, was als Landschaftsökologie bezeichnet werden sollte, wird seit vielen Jahren kontrovers debattiert. Häufig wird zwischen einer nordamerikanischen und einer kontinentaleuropäischen Tradition unterschieden: In der nordamerikanischen Tradition wird Landschaftsökologie häufig als diejenige Subdisziplin der Ökologie (und damit der Biologie) definiert, die sich – ohne Festlegung auf einen bestimmten Maßstab – mit den Wechselwirkungen zwischen räumlichen Mustern und ökologischen Prozessen (pattern and process) befasst. In der kontinentaleuropäischen Tradition hingegen wird Landschaftsökologie häufig als diejenige Subdisziplin der Geographie begriffen, die im Rahmen einer synthetisch-integrativen, gesamtheitlichen Betrachtungsweise innerhalb eines gegebenen, großräumigen Ausschnittes der Erdoberfläche, einer Landschaft, das räumliche, zeitliche sowie funktionale Wirkungsgefüge zwischen den dort lebenden Organismen und ihrer Umwelt untersucht, wobei der Mensch als Teil der Landschaft angesehen wird.
Eine differenziertere Analyse zeigt, dass sieben Typen der Definition von „Landschaftsökologie“ zu unterscheiden sind, die sich vor allem dadurch ergeben, dass unter „Landschaft“ und „Ökologie“ Verschiedenes verstanden wird. Während die Definitionen 1, 2 und 6 Landschaftsökologie als interdisziplinäre Wissenschaft definieren, handelt es sich gemäß den Definitionen 3, 4, 5 und 7 um diejenige Subdisziplin der Naturwissenschaft Ökologie, die betont, was man die Topologie nennen kann: Organismen und ihre Umweltbeziehungen werden daraufhin untersucht, welche Beziehungen zwischen raum-zeitlichen Mustern und ökologischen Prozessen bestehen (pattern and process).
1. Ökosystemtheoretische Analyse natürlicher physiognomischer Landschaftsindividuen (z. B. Carl Troll[7]): Landschaften gelten als natürliche Raumindividuen, die – das ist die Aufgabe der Landschaftsmorphologie – anhand visueller Merkmale ermittelt werden. Die Landschaftsökologie unterzieht diese Landschaftseinheiten einer funktionalen, ökosystemtheoretischen Analyse, in der die wechselseitigen, organischen Abhängigkeiten zwischen ihren Bestandteilen herausarbeitet werden. So soll gezeigt werden, dass die Gestalteinheit von Landschaften nicht eine bloß subjektive, ästhetisch-psychologische ist, sondern Ausdruck ihrer inneren Realität und somit objektiven Charakter hat.[8]
2. Naturwissenschaftliche Potenzialanalyse subjektiv abgegrenzter Landschaften (z. B. die Neef-Schule[9]): „Landschaftsökologie wird definiert als Teilbereich der geographischen Landschaftsforschung, die landnutzungsbezogene Fragen untersucht. Landschaften sind nicht vorgegebene, natürliche Einheiten, sondern vom Menschen aus dem ununterbrochenen Zusammenhang der Geofaktoren ausgegrenzte Teile der Erdoberfläche, die strukturell einheitlich sind in Bezug auf eine bestimmte Nutzung. Die Landschaftsökologie erforscht die Nutzungspotenziale dieser Landschaften, wobei sie die Effekte menschlichen Handelns berücksichtigt, nicht aber dessen gesellschaftliche Ursachen.“[8]
3. Topologische Ökologie des landschaftlichen Maßstabs (z. B. Forman & Godron[10]): „Landschaften werden definiert als heterogene Gebiete von kilometerweiter Ausdehnung, in denen sich ein charakteristischer Cluster interagierender Ökosysteme wiederholt. Dabei werden Wälder, Wiesen, Dörfer usw. als Beispiele landschaftsbildender Ökosysteme genannt, Feuer, Wirbelstürme und Landwirtschaft als Beispiele für Störungen, die den landschaftstypischen Cluster erzeugen. Die Landschaftsökologie beschreibt diesen Cluster, erklärt seine Entstehung und erforscht, mit Blick auf Landnutzungen, den Austausch von Energie, Nährstoffen und Arten zwischen seinen Ökosystemen.“[11]
4. Organismenzentrierte, multimaßstäbliche topologische Ökologie (z. B. John A. Wiens[12]): Landschaft und Landschaftsökologie werden explizit unabhängig vom Menschen und ohne Maßstabsbindung definiert. Eine Landschaft ist eine Vorlage („templet“), auf der räumliche Muster ökologische Prozesse beeinflussen. Erst die jeweils untersuchte Organismenart bestimmt, welche Muster und Prozesse relevant sind und welchen Maßstab die Landschaft hat.[13]
5. Topologische Ökologie auf der Landschaftsebene biologischer Organisation (z. B. Urban et al.,[14] Turner et al. 2001[15]): „Hier wird, ausgehend von ökologischen Hierarchietheorien, vorausgesetzt, dass Leben sich in mehreren Ebenen organisiert und oberhalb der Ökosystem- eine Landschaftsebene existiert. Diese konstituiere sich durch hohe Interaktionsraten zwischen bestimmten Ökosystemen und eine spezifische Interaktionsfrequenz. Die Landschaftsökologie analysiert die Beziehungen zwischen Mustern und ökologischen Prozessen auf der Landschaftsebene.“[16]
6. Natur-, sozial- und geisteswissenschaftliche Analyse sozio-ökologischer Systeme (z. B. Leser,[17] Naveh,[18] Tress,[19] Zonneveld[20]): „Landschaftsökologie ist eine interdisziplinäre Superwissenschaft, die naturwissenschaftliche mit sozial- und geisteswissenschaftlichen Analysen verbindet, um ganzheitlich die Beziehungen zwischen menschlichen Gesellschaften und ihrer Umwelt zu erforschen. Vorausgesetzt wird dabei, dass ein soziales System und die es umgebenden ökologischen Systeme nicht nur miteinander wechselwirken, sondern koevoluieren und dabei eine übergeordnete Einheit bilden, die Landschaft genannt wird.“[16]
7. Durch kulturell geprägte Bedeutungen lebensweltlicher Landschaften geleitete Ökologie (z. B. Schumacher,[21] Ludwig Trepl,[22] in Ansätzen Gerhard Hard,[23] Wolfgang Haber[24]): Landschaftsökologie wird definiert (bzw. einfach undefiniert praktiziert) als Ökologie, die „bei der Wahl ihrer naturwissenschaftlichen Forschungsgegenstände und -fragen durch ein wissenschaftsexternes Ziel geleitet ist: nämlich lebensweltliche, primär nach ästhetisch-kulturellen Prinzipien abgegrenzte Landschaften zu erhalten und zu entwickeln, die Harmonie, Identität, gutes Leben usw. oder aber Ursprünglichkeit, Natürlichkeit, Freiheit usw. symbolisieren. [...] Die Landschaftsökologie stellt Praxisfeldern wie Umweltmanagement und Landschaftsplanung das ökologische Wissen bereit, das erforderlich ist, um die materiellen Träger solcher Landschaften – das sind bestimmte Populationen und Ökosysteme bzw. Landnutzungen – zu erhalten und zu entwickeln; und sie liefert das ökologische Wissen, das erforderlich ist, um zu beurteilen, welchen instrumentellen Wert diese Träger aufgrund ihrer Produktions- und Regulationsfunktionen haben.“[25]

## Inhalte
Laut der historisch ersten Definition, die von dem Geographen Carl Troll (1939) stammt, vertritt die Landschaftsökologie das Studium des gesamten, in einem bestimmten Landschafts-Ausschnitt herrschenden komplexen Wirkungsgefüges zwischen den Lebensgemeinschaften und ihren Umweltbedingungen. Dieses äußert sich räumlich in einem bestimmten Verbreitungsmuster (landscape mosaic, landscape pattern) und in einer naturräumlichen Gliederung verschiedener Größenordnung. Während die Geoökologie dabei vorwiegend abiotische und die biologische Ökologie biotische Faktoren betrachtet, befasst sich die Landschaftsökologie mit dem Wirkungsgefüge beider Bereiche in Natur und Umwelt. In diesem Zusammenhang untersucht die Landschaftsökologie auch die Bedeutung menschlicher Eingriffe in die Landschaftsdiversität bei der Entstehung und Ausbreitung neuer humanpathogener Krankheitserreger, die in weiterer Folge zu Epidemien führen können.
Eine zweite Entwicklungsschiene des Fachgebietes kommt aus der Land- und Forstwirtschaft und wurde vor allem durch Anliegen des Umweltschutzes ausgelöst. Problemfelder sind hier etwa Bodenerosion, Stoffhaushalt, Überdüngung und Gewässerschutz. Beim Modellieren der Prozesse in der Landschaft und im Boden ist das „Upscalen“ von primären Punktdaten auf die Fläche der wichtigste Schritt. Hierbei und für die Bodenschätzung sind verschiedene Geoinformationssysteme (GIS) ein heute unentbehrliches Werkzeug.
Im Übergangsbereich zur Naturschutzplanung steht vor allem die nachhaltige Nutzung bzw. Entwicklung der Kulturlandschaft und der Lebensraum- und Artenschutz gefährdeter Tier- und Pflanzenarten. Hier ist – beispielsweise im ECL-Projekt „Our Common European Cultural Landscape Heritage“ – ein europaweiter Verbund von Forschungsprojekten zur interdisziplinären Landschaftspflege im Entstehen, oder die Erarbeitung von Managementplänen im Rahmen von Natura 2000.
Diese ursprünglich von Geographie und Bodenkultur begründete Fachgebiet bildet damit eine Schnittstelle von Geowissenschaften, Agrarwissenschaften und Biowissenschaften, sowie der angewandten Fachgebiete Naturschutz und Landschaftsplanung.

## Studium
Da die Landschaftsökologie sowohl ökologische (biologische) als auch geographische Inhalte hat, sind landschaftsökologische Arbeitsgruppen in biologischen und auch in physisch-geographischen Fakultäten vieler Universitäten angesiedelt. Als Studiengang kann Landschaftsökologie unter anderem an folgenden Hochschulen studiert werden:

### Deutschland
- Die Universität Greifswald bietet in der Fachrichtung Biologie ein Bachelorstudium Landschaftsökologie und Naturschutz[29] sowie ein Masterstudium Landscape Ecology and Nature Conservation[30] an.
- An der Universität Hohenheim, die über ein Institut für Landschafts- und Pflanzenökologie verfügt, steht ein Masterstudium Landcape Ecology zur Verfügung.[31]
- Das Masterstudium Landschaftsökologie an der Universität Oldenburg wird am Institut für Biologie und Umweltwissenschaften angeboten.[32]
- An der Universität Bonn wird das Masterstudium Naturschutz und Landschaftsökologie interdisziplinär von der mathematisch-naturwissenschaftlichen mit der agrarwissenschaftlichen Fakultät durchgeführt.[33]
- Die Universität Münster bietet ein Bachelor- sowie ein Masterstudium in Landschaftsökologie an, die durch das landschaftsökologische Institut in Zusammenarbeit mit dem geographischen Institut durchgeführt werden.[34][35]
- Am Wissenschaftszentrum Weihenstephan der Technischen Universität München wird die frühere Vertiefungsrichtung Landschaftsökologie nun im Bachelorstudiengang Landschaftsarchitektur und Landschaftsplanung als Vertiefungsrichtung Landschaftsplanung weitergeführt sowie im Rahmen des Masterstudiengangs Umweltplanung und Ingenieurökologie.
- An der Universität Rostock stehen den Studierenden der agrar- und umweltwissenschaftlichen Studiengänge Vertiefungsmodule in Landschaftsökologie zur Verfügung.[36]
- An der Leibniz Universität Hannover existiert im Bachelorstudiengang die Vertiefungsrichtung Physische Geographie und Landschaftsökologie[37]
- An der Technischen Hochschule Ostwestfalen-Lippe (THOWL) ist das Fachgebiet Landschaftsplanung, Landschaftsökologie und Naturschutz angesiedelt[38]
- An der Universität Freiburg leitet der Lehrstuhl für Naturschutz und Landschaftsökologie den B.Sc.-Studiengang Umweltnaturwissenschaften[39]
- An einigen Hochschulen für angewandte Wissenschaften wurden Professuren mit dem Schwerpunkt Landschaftsökologie eingerichtet[40][41][42][43]

### Österreich
- In Österreich bot die Wiener Universität für Bodenkultur schon seit etwa 1980 die Landschaftsökologie an, aktuell werden Studien in Landschaftsplanung angeboten. Das Studium ist durch die enge Vernetzung der Hochschulinstitute in hohem Maße interdisziplinär.
- An der Universität Wien ist im Rahmen des Bachelorstudiums Biologie über die Wahl der alternativen Pflichtmodulgruppe Ökologie[44] mit Belegung landschaftsökologischer Lehrveranstaltungen[45][46][47] sowie im Masterstudium Ecology and Ecosystems mit entsprechender Schwerpunktsetzung in den individuellen Spezialisierungsmodulen[48] eine Vertiefung in Landschaftsökologie möglich. Die Wiener Universität verfügt darüber hinaus am Institut für Geographie und Regionalforschung über ein eigenes physiogeographisch-landschaftsökologisches Labor, sodass eine entsprechende Spezialisierung auch über das Bachelor- und Masterstudium der Geographie erreichbar ist.
- An der Universität Graz ist im Bachelorstudium Biologie mit Vertiefungsfach Ökologie[49] eine Spezialisierung auf Landschaftsökologie möglich. Dieselbe Möglichkeit besteht im Rahmen eines Studium irregulare der Umweltsystemwissenschaften, ergänzbar mit dem Fachschwerpunkt Betriebswirtschaftslehre, Volkswirtschaftslehre, Geographie, Naturwissenschaften, Chemie (bereits auslaufend) oder Physik (ebenfalls auslaufend).
- An der Universität Innsbruck wird im Rahmen des biologischen Masterstudiums Ökologie und Biodiversität eine fachliche Vertiefung im Wahlmodul Landschaftsökologie angeboten.[50] Die Innsbrucker Universität verfügt darüber hinaus über eine eigene Forschungsgruppe für Landschaftsökologie.[51]
- Die Universität Salzburg bietet einschlägige Vertiefungen im Geographiestudium an.

### Schweiz
Schweiz: an der ETH Zürich die Studienrichtung „Landeskultur und Umweltschutz“ mit Schwerpunkt beim Institut für Landschaftsplanung und Landschaftsökologie.
Studienhauptfächer sind unter anderem Agrarwissenschaft, Biologie, Bodenkunde, Forstwirtschaft, Geologie, Geomorphologie, Hydrologie, Klimatologie, Planungswissenschaften (vor allem Stadtplanung und Geoinformatik). Auch Fernerkundung und grundlegende Kurse in Physik, Chemie und Mathematik sind meist Pflichtveranstaltungen.